# Вертриё
Вертриё (фр. Vertrieu) — коммуна во Франции, находится в регионе Рона — Альпы. Департамент коммуны — Изер. Входит в состав кантона Кремьё. Округ коммуны — Ла-Тур-дю-Пен.
Код INSEE коммуны — 38539. Население коммуны на 1999 год составляло 469 человек. Населённый пункт находится на высоте от 196  до 360  метров над уровнем моря. Муниципалитет расположен на расстоянии около 410 км юго-восточнее Парижа, 45 км восточнее Лиона, 85 км севернее Гренобля. Мэр коммуны — M. Francis Spitzner, мандат действует на протяжении 2001—2008 гг.
Динамика населения (INSEE):